# Interlands Italiaans voetbalelftal 1980-1989
Deze pagina toont een chronologisch en gedetailleerd overzicht van de interlands die het Italiaans voetbalelftal heeft gespeeld in de periode 1980 – 1989.

## Interlands

### 1980
|                                                                          |                                        |       |                   |                                                                                    |
| 16 februari Vriendschappelijk № 369 «onderlinge duels» 15:00 uur (UTC+1) | Italië                                 | 2 – 1 | Roemenië          | Stadio San Paolo, Napels Toeschouwers: 42.007 Scheidsrechter: Charles Corver (NED) |
| 16 februari Vriendschappelijk № 369 «onderlinge duels» 15:00 uur (UTC+1) | Fulvio Collovati 56' Franco Causio 87' |       | 52' László Bölöni | Stadio San Paolo, Napels Toeschouwers: 42.007 Scheidsrechter: Charles Corver (NED) |

|                                                                       |                       |       |         |                                                                          |
| 15 maart Vriendschappelijk № 370 «onderlinge duels» 15:00 uur (UTC+1) | Italië                | 1 – 0 | Uruguay | San Siro, Milaan Toeschouwers: 33.284 Scheidsrechter: Ivan Yosifov (BUL) |
| 15 maart Vriendschappelijk № 370 «onderlinge duels» 15:00 uur (UTC+1) | Francesco Graziani 9' |       |         | San Siro, Milaan Toeschouwers: 33.284 Scheidsrechter: Ivan Yosifov (BUL) |

|                                                                   |                                     |       |                                            |                                                                                |
| 19 april Vriendschappelijk № 371 «onderlinge duels» 16:30 (UTC+2) | Italië                              | 2 – 2 | Polen                                      | Stadio Comunale, Turijn Toeschouwers: 50.000 Scheidsrechter: Clive White (ENG) |
| 19 april Vriendschappelijk № 371 «onderlinge duels» 16:30 (UTC+2) | Franco Causio 2' Gaetano Scirea 24' |       | 9' Janusz Sybis 35' (pen) Andrzej Szarmach | Stadio Comunale, Turijn Toeschouwers: 50.000 Scheidsrechter: Clive White (ENG) |

| Europees kampioenschap voetbal 1980 |
| ----------------------------------- |

|                                                                    |        |       |        |                                                                            |
| 12 juni EK 1980 Groep B № 372 «onderlinge duels» 20:30 uur (UTC+2) | Spanje | 0 – 0 | Italië | San Siro, Milaan Toeschouwers: 46.816 Scheidsrechter: Károly Palotai (HUN) |
| 12 juni EK 1980 Groep B № 372 «onderlinge duels» 20:30 uur (UTC+2) |        |       |        | San Siro, Milaan Toeschouwers: 46.816 Scheidsrechter: Károly Palotai (HUN) |

|                                                                    |          |                    |        |                                                                                   |
| 15 juni EK 1980 Groep B № 373 «onderlinge duels» 20:30 uur (UTC+2) | Engeland | 0 – 1              | Italië | Stadio Comunale, Turijn Toeschouwers: 59.649 Scheidsrechter: Nicolae Rainea (ROU) |
| 15 juni EK 1980 Groep B № 373 «onderlinge duels» 20:30 uur (UTC+2) |          | 78' Marco Tardelli |        | Stadio Comunale, Turijn Toeschouwers: 59.649 Scheidsrechter: Nicolae Rainea (ROU) |

|                                                                    |        |       |        |                                                                                    |
| 18 juni EK 1980 Groep B № 374 «onderlinge duels» 20:30 uur (UTC+2) | Italië | 0 – 0 | België | Olympisch Stadion, Rome Toeschouwers: 42.318 Scheidsrechter: António Garrido (POR) |
| 18 juni EK 1980 Groep B № 374 «onderlinge duels» 20:30 uur (UTC+2) |        |       |        | Olympisch Stadion, Rome Toeschouwers: 42.318 Scheidsrechter: António Garrido (POR) |

|                                                                         |                                                                 |       |                                                                            |                                                                                    |
| 21 juni EK 1980 Troostfinale № 375 «onderlinge duels» 20:30 uur (UTC+2) | Italië                                                          | 1 – 1 | Tsjecho-Slowakije                                                          | Stadio San Paolo, Napels Toeschouwers: 24.652 Scheidsrechter: Erich Linemayr (AUT) |
| 21 juni EK 1980 Troostfinale № 375 «onderlinge duels» 20:30 uur (UTC+2) | Francesco Graziani 72'                                          |       | 53' Ladislav Jurkemik                                                      | Stadio San Paolo, Napels Toeschouwers: 24.652 Scheidsrechter: Erich Linemayr (AUT) |
| 21 juni EK 1980 Troostfinale № 375 «onderlinge duels» 20:30 uur (UTC+2) | Strafschoppen                                                   |       |                                                                            | Stadio San Paolo, Napels Toeschouwers: 24.652 Scheidsrechter: Erich Linemayr (AUT) |
| 21 juni EK 1980 Troostfinale № 375 «onderlinge duels» 20:30 uur (UTC+2) | Masný Nehoda Ondruš Jurkemik Panenka Gögh Gajdůšek Kozák Barmoš | 9–8   | Causio Altobelli Baresi Cabrini Benetti Graziani Scirea Tardelli Collovati | Stadio San Paolo, Napels Toeschouwers: 24.652 Scheidsrechter: Erich Linemayr (AUT) |

|  |  |  |  |  |  |  |  |  |

|                                                                           |                                                                          |       |                |                                                                                      |
| 24 september Vriendschappelijk № 376 «onderlinge duels» 20:30 uur (UTC+1) | Italië                                                                   | 3 – 1 | Portugal       | Stadio Luigi Ferraris, Genua Toeschouwers: 27.251 Scheidsrechter: Franz Wöhrer (AUT) |
| 24 september Vriendschappelijk № 376 «onderlinge duels» 20:30 uur (UTC+1) | Alessandro Altobelli 63' Alessandro Altobelli 80' Francesco Graziani 88' |       | 64' Rui Jordão | Stadio Luigi Ferraris, Genua Toeschouwers: 27.251 Scheidsrechter: Franz Wöhrer (AUT) |

|                                                                        |           |                                          |        |                                                                                    |
| 11 oktober WK 1982 kwalificatie № 377 «onderlinge duels» 15:00 (UTC+1) | Luxemburg | 0 – 2                                    | Italië | Stade Municipal, Luxemburg Toeschouwers: 19.000 Scheidsrechter: Henk Weerink (NED) |
| 11 oktober WK 1982 kwalificatie № 377 «onderlinge duels» 15:00 (UTC+1) |           | 33' Fulvio Collovati 77' Roberto Bettega |        | Stade Municipal, Luxemburg Toeschouwers: 19.000 Scheidsrechter: Henk Weerink (NED) |

|                                                                            |                                              |       |            |                                                                                   |
| 1 november WK 1982 kwalificatie № 378 «onderlinge duels» 14:30 uur (UTC+1) | Italië                                       | 2 – 0 | Denemarken | Olympisch Stadion, Rome Toeschouwers: 49.500 Scheidsrechter: Belaïd Lacarne (ALG) |
| 1 november WK 1982 kwalificatie № 378 «onderlinge duels» 14:30 uur (UTC+1) | Francesco Graziani 5' Francesco Graziani 50' |       |            | Olympisch Stadion, Rome Toeschouwers: 49.500 Scheidsrechter: Belaïd Lacarne (ALG) |

|                                                                             |                                            |       |             |                                                                                    |
| 15 november WK 1982 kwalificatie № 379 «onderlinge duels» 14:30 uur (UTC+1) | Italië                                     | 2 – 0 | Joegoslavië | Olympisch Stadion, Turijn Toeschouwers: 50.677 Scheidsrechter: Abraham Klein (ISR) |
| 15 november WK 1982 kwalificatie № 379 «onderlinge duels» 14:30 uur (UTC+1) | Antonio Cabrini 40' (pen.) Bruno Conti 75' |       |             | Olympisch Stadion, Turijn Toeschouwers: 50.677 Scheidsrechter: Abraham Klein (ISR) |

|                                                                            |             |                                            |        |                                                                                              |
| 6 december WK 1982 kwalificatie № 380 «onderlinge duels» 14:30 uur (UTC+2) | Griekenland | 0 – 2                                      | Italië | Leoforos Alexandrasstadion, Athene Toeschouwers: 25.000 Scheidsrechter: Michel Vautrot (FRA) |
| 6 december WK 1982 kwalificatie № 380 «onderlinge duels» 14:30 uur (UTC+2) |             | 11' Giancarlo Antognoni 81' Gaetano Scirea |        | Leoforos Alexandrasstadion, Athene Toeschouwers: 25.000 Scheidsrechter: Michel Vautrot (FRA) |

### 1981
| Mundialito |
| ---------- |

|                                                                         |                                                 |       |        |                                                                                           |
| 3 januari Mundialito Groep A № 381 «onderlinge duels» 18:00 uur (UTC−3) | Uruguay                                         | 2 – 0 | Italië | Estadio Centenario, Montevideo Toeschouwers: 55.000 Scheidsrechter: Emilio Guruceta (ESP) |
| 3 januari Mundialito Groep A № 381 «onderlinge duels» 18:00 uur (UTC−3) | Julio Morales 67' (pen.) Waldemar Victorino 81' |       |        | Estadio Centenario, Montevideo Toeschouwers: 55.000 Scheidsrechter: Emilio Guruceta (ESP) |

|                                                                         |                    |       |                |                                                                                        |
| 6 januari Mundialito Groep A № 382 «onderlinge duels» 19:00 uur (UTC−2) | Italië             | 1 – 1 | Nederland      | Estadio Centenario, Montevideo Toeschouwers: 15.000 Scheidsrechter: Franz Wöhrer (AUT) |
| 6 januari Mundialito Groep A № 382 «onderlinge duels» 19:00 uur (UTC−2) | Carlo Ancelotti 7' |       | 15' Jan Peters | Estadio Centenario, Montevideo Toeschouwers: 15.000 Scheidsrechter: Franz Wöhrer (AUT) |

|  |  |  |  |  |  |  |  |  |

|                                                       |        |                                                |        |                                                                                   |
| 25 februari Vriendschappelijk № 383 20:30 uur (UTC+1) | Italië | 0 – 3                                          | Europa | Olympisch Stadion, Rome Toeschouwers: 12.000 Scheidsrechter: Erich Linemayr (AUT) |
| 25 februari Vriendschappelijk № 383 20:30 uur (UTC+1) |        | Allan Simonsen Vahid Halilhodžić Tony Woodcock |        | Olympisch Stadion, Rome Toeschouwers: 12.000 Scheidsrechter: Erich Linemayr (AUT) |

|                                                                   |        |       |     |                                                                              |
| 19 april Vriendschappelijk № 384 «onderlinge duels» 16:00 (UTC+2) | Italië | 0 – 0 | DDR | Stadio Friuli, Udine Toeschouwers: 20.100 Scheidsrechter: John Hunting (ENG) |
| 19 april Vriendschappelijk № 384 «onderlinge duels» 16:00 (UTC+2) |        |       |     | Stadio Friuli, Udine Toeschouwers: 20.100 Scheidsrechter: John Hunting (ENG) |

|                                                                        |                                                    |       |                        |                                                                                  |
| 3 juni WK 1982 kwalificatie № 385 «onderlinge duels» 19:30 uur (UTC+2) | Denemarken                                         | 3 – 1 | Italië                 | Idrætsparken, Kopenhagen Toeschouwers: 36.600 Scheidsrechter: Franz Wöhrer (AUT) |
| 3 juni WK 1982 kwalificatie № 385 «onderlinge duels» 19:30 uur (UTC+2) | Per Røntved 58' Frank Arnesen 60' Lars Bastrup 87' |       | 69' Francesco Graziani | Idrætsparken, Kopenhagen Toeschouwers: 36.600 Scheidsrechter: Franz Wöhrer (AUT) |

|                                                                           |                                                                    |       |                                                  |                                                                                           |
| 23 september Vriendschappelijk № 386 «onderlinge duels» 20:30 uur (UTC+2) | Italië                                                             | 3 – 2 | Bulgarije                                        | Stadio Comunale, Bologna Toeschouwers: 28.534 Scheidsrechter: Augusto Lamo Castillo (ESP) |
| 23 september Vriendschappelijk № 386 «onderlinge duels» 20:30 uur (UTC+2) | Francesco Graziani 39' Francesco Graziani 58' Giuseppe Dossena 75' |       | 84' Stoycho Mladenov 89' (e.d.) Giuseppe Dossena | Stadio Comunale, Bologna Toeschouwers: 28.534 Scheidsrechter: Augusto Lamo Castillo (ESP) |

|                                                                            |                   |       |                     |                                                                                         |
| 17 oktober WK 1982 kwalificatie № 387 «onderlinge duels» 16:00 uur (UTC+1) | Joegoslavië       | 1 – 1 | Italië              | Rode Sterstadion, Belgrado Toeschouwers: 70.000 Scheidsrechter: Walter Eschweiler (FRG) |
| 17 oktober WK 1982 kwalificatie № 387 «onderlinge duels» 16:00 uur (UTC+1) | Zlatko Vujović 9' |       | 33' Roberto Bettega | Rode Sterstadion, Belgrado Toeschouwers: 70.000 Scheidsrechter: Walter Eschweiler (FRG) |

|                                                                             |                 |       |                 |                                                                                   |
| 14 november WK 1982 kwalificatie № 388 «onderlinge duels» 14:30 uur (UTC+1) | Italië          | 1 – 1 | Griekenland     | Stadio Comunale, Turijn Toeschouwers: 39.670 Scheidsrechter: Nicolae Rainea (ROU) |
| 14 november WK 1982 kwalificatie № 388 «onderlinge duels» 14:30 uur (UTC+1) | Bruno Conti 61' |       | 87' Dinos Kouis | Stadio Comunale, Turijn Toeschouwers: 39.670 Scheidsrechter: Nicolae Rainea (ROU) |

|                                                                        |                     |       |           |                                                                                         |
| 5 december WK 1982 kwalificatie № 389 «onderlinge duels» 14:30 (UTC+1) | Italië              | 1 – 0 | Luxemburg | Stadio San Paolo, Napels Toeschouwers: 49.247 Scheidsrechter: Velitchko Tzontchev (BUL) |
| 5 december WK 1982 kwalificatie № 389 «onderlinge duels» 14:30 (UTC+1) | Fulvio Collovati 6' |       |           | Stadio San Paolo, Napels Toeschouwers: 49.247 Scheidsrechter: Velitchko Tzontchev (BUL) |

### 1982
|                                                                          |                                     |       |        |                                                                                       |
| 23 februari Vriendschappelijk № 390 «onderlinge duels» 20:30 uur (UTC+1) | Frankrijk                           | 2 – 0 | Italië | Parc des Princes, Parijs Toeschouwers: 43.541 Scheidsrechter: Walter Eschweiler (FRG) |
| 23 februari Vriendschappelijk № 390 «onderlinge duels» 20:30 uur (UTC+1) | Michel Platini 19' Daniel Bravo 84' |       |        | Parc des Princes, Parijs Toeschouwers: 43.541 Scheidsrechter: Walter Eschweiler (FRG) |

|                                                                   |                  |       |        |                                                                                  |
| 14 april Vriendschappelijk № 391 «onderlinge duels» 17:00 (UTC+2) | DDR              | 1 – 0 | Italië | Zentralstadion, Leipzig Toeschouwers: 28.000 Scheidsrechter: Dušan Krchnak (TCH) |
| 14 april Vriendschappelijk № 391 «onderlinge duels» 17:00 (UTC+2) | Lothar Hause 20' |       |        | Zentralstadion, Leipzig Toeschouwers: 28.000 Scheidsrechter: Dušan Krchnak (TCH) |

|                                                                     |                      |       |                     |                                                                                       |
| 28 mei Vriendschappelijk № 392 «onderlinge duels» 20:30 uur (UTC+2) | Zwitserland          | 1 – 1 | Italië              | Stade des Charmilles, Genève Toeschouwers: 27.100 Scheidsrechter: Adolf Mathias (AUT) |
| 28 mei Vriendschappelijk № 392 «onderlinge duels» 20:30 uur (UTC+2) | Umberto Barberis 50' |       | 79' Antonio Cabrini | Stade des Charmilles, Genève Toeschouwers: 27.100 Scheidsrechter: Adolf Mathias (AUT) |

| Wereldkampioenschap voetbal 1982 |
| -------------------------------- |

|                                                                |        |       |       |                                                                                  |
| 14 juni WK 1982 Groep A № 393 «onderlinge duels» 17:15 (UTC+2) | Italië | 0 – 0 | Polen | Estadio Balaídos, Vigo Toeschouwers: 33.000 Scheidsrechter: Michel Vautrot (FRA) |
| 14 juni WK 1982 Groep A № 393 «onderlinge duels» 17:15 (UTC+2) |        |       |       | Estadio Balaídos, Vigo Toeschouwers: 33.000 Scheidsrechter: Michel Vautrot (FRA) |

|                                                                    |                 |       |                  |                                                                                     |
| 18 juni WK 1982 Groep A № 394 «onderlinge duels» 17:15 uur (UTC+2) | Italië          | 1 – 1 | Peru             | Estadio Balaídos, Vigo Toeschouwers: 25.000 Scheidsrechter: Walter Eschweiler (FRG) |
| 18 juni WK 1982 Groep A № 394 «onderlinge duels» 17:15 uur (UTC+2) | Bruno Conti 18' |       | 83' Toribio Díaz | Estadio Balaídos, Vigo Toeschouwers: 25.000 Scheidsrechter: Walter Eschweiler (FRG) |

|                                                                    |                        |       |                     |                                                                                 |
| 23 juni WK 1982 Groep A № 395 «onderlinge duels» 17:15 uur (UTC+2) | Italië                 | 1 – 1 | Kameroen            | Estadio Balaídos, Vigo Toeschouwers: 20.000 Scheidsrechter: Bogdan Dochev (BUL) |
| 23 juni WK 1982 Groep A № 395 «onderlinge duels» 17:15 uur (UTC+2) | Francesco Graziani 60' |       | 61' Grégoire M'Bida | Estadio Balaídos, Vigo Toeschouwers: 20.000 Scheidsrechter: Bogdan Dochev (BUL) |

|                                                                    |                                        |       |                       |                                                                                     |
| 29 juni WK 1982 Groep 3 № 396 «onderlinge duels» 17:15 uur (UTC+2) | Italië                                 | 2 – 1 | Argentinië            | Estadio Sarrià, Barcelona Toeschouwers: 43.000 Scheidsrechter: Nicolae Rainea (ROU) |
| 29 juni WK 1982 Groep 3 № 396 «onderlinge duels» 17:15 uur (UTC+2) | Marco Tardelli 55' Antonio Cabrini 67' |       | 83' Daniel Passarella | Estadio Sarrià, Barcelona Toeschouwers: 43.000 Scheidsrechter: Nicolae Rainea (ROU) |

|                                                                   |                                                |       |                         |                                                                                    |
| 5 juli WK 1982 Groep 3 № 397 «onderlinge duels» 17:15 uur (UTC+2) | Italië                                         | 3 – 2 | Brazilië                | Estadio Sarrià, Barcelona Toeschouwers: 44.000 Scheidsrechter: Abraham Klein (ISR) |
| 5 juli WK 1982 Groep 3 № 397 «onderlinge duels» 17:15 uur (UTC+2) | Paolo Rossi 5' Paolo Rossi 25' Paolo Rossi 74' |       | 12' Sócrates 68' Falcao | Estadio Sarrià, Barcelona Toeschouwers: 44.000 Scheidsrechter: Abraham Klein (ISR) |

|                                                                    |       |                                 |        |                                                                                |
| 8 juli WK 1982 Halve finale № 398 «onderlinge duels» 17:15 (UTC+2) | Polen | 0 – 2                           | Italië | Camp Nou, Barcelona Toeschouwers: 50.000 Scheidsrechter: Juan Cardellino (URU) |
| 8 juli WK 1982 Halve finale № 398 «onderlinge duels» 17:15 (UTC+2) |       | 22' Paolo Rossi 73' Paolo Rossi |        | Camp Nou, Barcelona Toeschouwers: 50.000 Scheidsrechter: Juan Cardellino (URU) |

|                                                                   |                                                             |       |                   |                                                                                             |
| 11 juli WK 1982 Finale № 399 «onderlinge duels» 20:00 uur (UTC+2) | Italië                                                      | 3 – 1 | West-Duitsland    | Estadio Santiago Bernabéu, Madrid Toeschouwers: 90.000 Scheidsrechter: Arnaldo Coelho (BRA) |
| 11 juli WK 1982 Finale № 399 «onderlinge duels» 20:00 uur (UTC+2) | Paolo Rossi 56' Marco Tardelli 69' Alessandro Altobelli 81' |       | 83' Paul Breitner | Estadio Santiago Bernabéu, Madrid Toeschouwers: 90.000 Scheidsrechter: Arnaldo Coelho (BRA) |

|  |  |  |  |  |  |  |  |  |

|                                                                         |        |                    |             |                                                                                 |
| 27 oktober Vriendschappelijk № 400 «onderlinge duels» 20:30 uur (UTC+1) | Italië | 0 – 1              | Zwitserland | Stadio Olimpico, Rome Toeschouwers: 28.666 Scheidsrechter: Arnaldo Coelho (BRA) |
| 27 oktober Vriendschappelijk № 400 «onderlinge duels» 20:30 uur (UTC+1) |        | 53' Rudolf Elsener |             | Stadio Olimpico, Rome Toeschouwers: 28.666 Scheidsrechter: Arnaldo Coelho (BRA) |

|                                                                             |                                               |       |                                    |                                                                            |
| 13 november EK 1984 kwalificatie № 401 «onderlinge duels» 14:30 uur (UTC+1) | Italië                                        | 2 – 2 | Tsjecho-Slowakije                  | San Siro, Milaan Toeschouwers: 72.386 Scheidsrechter: Charles Corver (NED) |
| 13 november EK 1984 kwalificatie № 401 «onderlinge duels» 14:30 uur (UTC+1) | Alessandro Altobelli 13' Ján Kapko 65' (e.d.) |       | 26' Jiří Sloup 71' Pavel Chaloupka | San Siro, Milaan Toeschouwers: 72.386 Scheidsrechter: Charles Corver (NED) |

|                                                                            |        |       |          |                                                                                      |
| 4 december EK 1984 kwalificatie № 402 «onderlinge duels» 14:30 uur (UTC+1) | Italië | 0 – 0 | Roemenië | Stadio Comunale, Florence Toeschouwers: 50.478 Scheidsrechter: Georges Konrath (FRA) |
| 4 december EK 1984 kwalificatie № 402 «onderlinge duels» 14:30 uur (UTC+1) |        |       |          | Stadio Comunale, Florence Toeschouwers: 50.478 Scheidsrechter: Georges Konrath (FRA) |

### 1983
|                                                                             |                  |       |                           |                                                                                  |
| 12 februari EK 1984 kwalificatie № 403 «onderlinge duels» 15:30 uur (UTC+2) | Cyprus           | 1 – 1 | Italië                    | Tsirionstadion, Limasol Toeschouwers: 18.583 Scheidsrechter: Bogdan Dochev (BUL) |
| 12 februari EK 1984 kwalificatie № 403 «onderlinge duels» 15:30 uur (UTC+2) | Takis Mauris 47' |       | 57' (e.d.) Nikos Patikkis | Tsirionstadion, Limasol Toeschouwers: 18.583 Scheidsrechter: Bogdan Dochev (BUL) |

|                                                                          |                   |       |        |                                                                                          |
| 16 april EK 1984 kwalificatie № 404 «onderlinge duels» 20:00 uur (UTC+3) | Roemenië          | 1 – 0 | Italië | Stadionul 23 August, Boekarest Toeschouwers: 62.966 Scheidsrechter: Michel Vautrot (FRA) |
| 16 april EK 1984 kwalificatie № 404 «onderlinge duels» 20:00 uur (UTC+3) | László Bölöni 24' |       |        | Stadionul 23 August, Boekarest Toeschouwers: 62.966 Scheidsrechter: Michel Vautrot (FRA) |

|                                                                        |                                        |       |        |                                                                               |
| 29 mei EK 1984 kwalificatie № 405 «onderlinge duels» 18:00 uur (UTC+2) | Zweden                                 | 2 – 0 | Italië | Ullevi, Göteborg Toeschouwers: 32.860 Scheidsrechter: Walter Eschweiler (FRG) |
| 29 mei EK 1984 kwalificatie № 405 «onderlinge duels» 18:00 uur (UTC+2) | Håkan Sandberg 32' Glenn Strömberg 56' |       |        | Ullevi, Göteborg Toeschouwers: 32.860 Scheidsrechter: Walter Eschweiler (FRG) |

|                                                                        |                                                        |       |             |                                                                                        |
| 5 oktober Vriendschappelijk № 406 «onderlinge duels» 20:30 uur (UTC+1) | Italië                                                 | 3 – 0 | Griekenland | Stadio della Vittoria, Bari Toeschouwers: 40.000 Scheidsrechter: Horst Brummeier (AUT) |
| 5 oktober Vriendschappelijk № 406 «onderlinge duels» 20:30 uur (UTC+1) | Bruno Giordano 15' Antonio Cabrini 23' Paolo Rossi 36' |       |             | Stadio della Vittoria, Bari Toeschouwers: 40.000 Scheidsrechter: Horst Brummeier (AUT) |

|                                                                            |        |                                                             |        |                                                                                    |
| 15 oktober EK 1984 kwalificatie № 407 «onderlinge duels» 15:00 uur (UTC+1) | Italië | 0 – 3                                                       | Zweden | Stadio San Paolo, Napels Toeschouwers: 73.438 Scheidsrechter: García Carrión (ESP) |
| 15 oktober EK 1984 kwalificatie № 407 «onderlinge duels» 15:00 uur (UTC+1) |        | 20' Glenn Strömberg 27' Glenn Strömberg 71' Thomas Sunesson |        | Stadio San Paolo, Napels Toeschouwers: 73.438 Scheidsrechter: García Carrión (ESP) |

|                                                                             |                                    |       |        |                                                                                            |
| 16 november EK 1984 kwalificatie № 408 «onderlinge duels» 17:00 uur (UTC+1) | Tsjecho-Slowakije                  | 2 – 0 | Italië | Stadion Evžena Rošického, Praag Toeschouwers: 34.332 Scheidsrechter: George Courtney (ENG) |
| 16 november EK 1984 kwalificatie № 408 «onderlinge duels» 17:00 uur (UTC+1) | Petr Rada 64' Petr Rada 77' (pen.) |       |        | Stadion Evžena Rošického, Praag Toeschouwers: 34.332 Scheidsrechter: George Courtney (ENG) |

|                                                                             |                                                                     |       |                           |                                                                                        |
| 22 december EK 1984 kwalificatie № 409 «onderlinge duels» 14:30 uur (UTC+1) | Italië                                                              | 3 – 1 | Cyprus                    | Stadio Renato Curi, Perugia Toeschouwers: 25.822 Scheidsrechter: Oliver Donnelly (NIR) |
| 22 december EK 1984 kwalificatie № 409 «onderlinge duels» 14:30 uur (UTC+1) | Alessandro Altobelli 53' Antonio Cabrini 82' Paolo Rossi 86' (pen.) |       | 68' (pen.) Marios Tsingis | Stadio Renato Curi, Perugia Toeschouwers: 25.822 Scheidsrechter: Oliver Donnelly (NIR) |

### 1984
|                                                                         |                                                                                    |       |        |                                                                                        |
| 4 februari Vriendschappelijk № 410 «onderlinge duels» 15:00 uur (UTC+1) | Italië                                                                             | 5 – 0 | Mexico | Olympisch Stadion, Rome Toeschouwers: 27.456 Scheidsrechter: Viriato Graça Oliva (POR) |
| 4 februari Vriendschappelijk № 410 «onderlinge duels» 15:00 uur (UTC+1) | Salvatore Bagni 1' Paolo Rossi 12' Paolo Rossi 37' Paolo Rossi 44' Bruno Conti 50' |       |        | Olympisch Stadion, Rome Toeschouwers: 27.456 Scheidsrechter: Viriato Graça Oliva (POR) |

|                                                                      |                   |       |                                             |                                                                                     |
| 3 maart Vriendschappelijk № 411 «onderlinge duels» 15:00 uur (UTC+3) | Turkije           | 1 – 2 | Italië                                      | BJK Inönüstadion, Istanbul Toeschouwers: 28.000 Scheidsrechter: Radu Petrescu (ROU) |
| 3 maart Vriendschappelijk № 411 «onderlinge duels» 15:00 uur (UTC+3) | İlyas Tüfekçi 65' |       | 2' Alessandro Altobelli 18' Antonio Cabrini | BJK Inönüstadion, Istanbul Toeschouwers: 28.000 Scheidsrechter: Radu Petrescu (ROU) |

|                                                                      |                     |       |                     |                                                                                               |
| 7 april Vriendschappelijk № 412 «onderlinge duels» 15:30 uur (UTC+2) | Italië              | 1 – 1 | Tsjecho-Slowakije   | Stadio Marcantonio Bentegodi, Verona Toeschouwers: 35.360 Scheidsrechter: Alexis Ponnet (BEL) |
| 7 april Vriendschappelijk № 412 «onderlinge duels» 15:30 uur (UTC+2) | Salvatore Bagni 33' |       | 67' Stanislav Griga | Stadio Marcantonio Bentegodi, Verona Toeschouwers: 35.360 Scheidsrechter: Alexis Ponnet (BEL) |

| |                        |       |        |                                                                              |
| 22 mei Vriendschappelijk 80-jarig jubileumwedstrijd FIFA № 413 «onderlinge duels» 20:15 uur (UTC+2) | West-Duitsland         | 1 – 0 | Italië | Letzigrund, Zürich Toeschouwers: 26.700 Scheidsrechter: Arnaldo Coelho (BRA) |
| 22 mei Vriendschappelijk 80-jarig jubileumwedstrijd FIFA № 413 «onderlinge duels» 20:15 uur (UTC+2) | Hans-Peter Briegel 62' |       |        | Letzigrund, Zürich Toeschouwers: 26.700 Scheidsrechter: Arnaldo Coelho (BRA) |

|                                                                     |        |                                                |        |                                                                                        |
| 26 mei Vriendschappelijk № 414 «onderlinge duels» 15:00 uur (UTC−4) | Canada | 0 – 2                                          | Italië | Varsity Stadium, Toronto Toeschouwers: 18.000 Scheidsrechter: Ulrich Nyffenegger (SUI) |
| 26 mei Vriendschappelijk № 414 «onderlinge duels» 15:00 uur (UTC−4) |        | 31' Alessandro Altobelli 85' Sergio Battistini |        | Varsity Stadium, Toronto Toeschouwers: 18.000 Scheidsrechter: Ulrich Nyffenegger (SUI) |

|                                                                     |                  |       |        |                                                                                           |
| 30 mei Vriendschappelijk № 415 «onderlinge duels» 21:00 uur (UTC−4) | Verenigde Staten | 0 – 0 | Italië | Giants Stadium, East Rutherford Toeschouwers: 31.210 Scheidsrechter: Marco Dorantes (MEX) |
| 30 mei Vriendschappelijk № 415 «onderlinge duels» 21:00 uur (UTC−4) |                  |       |        | Giants Stadium, East Rutherford Toeschouwers: 31.210 Scheidsrechter: Marco Dorantes (MEX) |

|                                                                           |                    |       |        |                                                                             |
| 26 september Vriendschappelijk № 416 «onderlinge duels» 20:45 uur (UTC+2) | Italië             | 1 – 0 | Zweden | San Siro, Milaan Toeschouwers: 25.000 Scheidsrechter: Horst Brummeier (AUT) |
| 26 september Vriendschappelijk № 416 «onderlinge duels» 20:45 uur (UTC+2) | Antonio Cabrini 2' |       |        | San Siro, Milaan Toeschouwers: 25.000 Scheidsrechter: Horst Brummeier (AUT) |

|                                                                         |                   |       |                    |                                                                                       |
| 3 november Vriendschappelijk № 417 «onderlinge duels» 19:30 uur (UTC+1) | Zwitserland       | 1 – 1 | Italië             | Stade Olympique, Lausanne Toeschouwers: 20.000 Scheidsrechter: Tony Evangelista (CAN) |
| 3 november Vriendschappelijk № 417 «onderlinge duels» 19:30 uur (UTC+1) | Georges Bregy 43' |       | 7' Antonio Cabrini | Stade Olympique, Lausanne Toeschouwers: 20.000 Scheidsrechter: Tony Evangelista (CAN) |

|                                                                     |                                                 |       |       |                                                                                    |
| 8 december Vriendschappelijk № 418 «onderlinge duels» 14:30 (UTC+1) | Italië                                          | 2 – 0 | Polen | Stadio Adriatico, Pescara Toeschouwers: 33.900 Scheidsrechter: Bob Valentine (SCO) |
| 8 december Vriendschappelijk № 418 «onderlinge duels» 14:30 (UTC+1) | Alessandro Altobelli 77' Antonio Di Gennaro 90' |       |       | Stadio Adriatico, Pescara Toeschouwers: 33.900 Scheidsrechter: Bob Valentine (SCO) |

### 1985
|                                                                       |                  |       |                                                |                                                                              |
| 5 februari Vriendschappelijk № 419 «onderlinge duels» 19:30 uur (UTC) | Ierland          | 1 – 2 | Italië                                         | Dalymount Park, Dublin Toeschouwers: 40.000 Scheidsrechter: Jan Keizer (NED) |
| 5 februari Vriendschappelijk № 419 «onderlinge duels» 19:30 uur (UTC) | Gary Waddock 53' |       | 5' (pen.) Paolo Rossi 18' Alessandro Altobelli | Dalymount Park, Dublin Toeschouwers: 40.000 Scheidsrechter: Jan Keizer (NED) |

|                                                                       |             |       |        |                                                                                                 |
| 13 maart Vriendschappelijk № 420 «onderlinge duels» 16:15 uur (UTC+2) | Griekenland | 0 – 0 | Italië | Olympisch Stadion Spyridon Louis, Athene Toeschouwers: 8.000 Scheidsrechter: Lajos Németh (HUN) |
| 13 maart Vriendschappelijk № 420 «onderlinge duels» 16:15 uur (UTC+2) |             |       |        | Olympisch Stadion Spyridon Louis, Athene Toeschouwers: 8.000 Scheidsrechter: Lajos Németh (HUN) |

|                                                                      |                                        |       |          | |
| 3 april Vriendschappelijk № 421 «onderlinge duels» 20:30 uur (UTC+2) | Italië                                 | 2 – 0 | Portugal | Stadio Cino e Lillo Del Duca, Ascoli Piceno Toeschouwers: 30.000 Scheidsrechter: George Courtney (ENG) |
| 3 april Vriendschappelijk № 421 «onderlinge duels» 20:30 uur (UTC+2) | Bruno Conti 40' Paolo Rossi 78' (pen.) |       |          | Stadio Cino e Lillo Del Duca, Ascoli Piceno Toeschouwers: 30.000 Scheidsrechter: George Courtney (ENG) |

|                                                                                                |                    |       |                        |                                                                                     |
| 2 juni Vriendschappelijk Copa Ciudad de México 1985 № 422 «onderlinge duels» 12:00 uur (UTC−6) | Mexico             | 1 – 1 | Italië                 | Aztekenstadion, Mexico-Stad Toeschouwers: 35.000 Scheidsrechter: John Meachin (CAN) |
| 2 juni Vriendschappelijk Copa Ciudad de México 1985 № 422 «onderlinge duels» 12:00 uur (UTC−6) | Javier Aguirre 45' |       | 54' Antonio Di Gennaro | Aztekenstadion, Mexico-Stad Toeschouwers: 35.000 Scheidsrechter: John Meachin (CAN) |

|                                                                                                |                  |       |                                                     |                                                                                       |
| 6 juni Vriendschappelijk Copa Ciudad de México 1985 № 423 «onderlinge duels» 14:00 uur (UTC−6) | Engeland         | 1 – 2 | Italië                                              | Aztekenstadion, Mexico-Stad Toeschouwers: 8.000 Scheidsrechter: Antonio Márquez (MEX) |
| 6 juni Vriendschappelijk Copa Ciudad de México 1985 № 423 «onderlinge duels» 14:00 uur (UTC−6) | Mark Hateley 75' |       | 73' Salvatore Bagni 89' (pen.) Alessandro Altobelli | Aztekenstadion, Mexico-Stad Toeschouwers: 8.000 Scheidsrechter: Antonio Márquez (MEX) |

|                                                                           |                          |       |                                           |                                                                                      |
| 25 september Vriendschappelijk № 424 «onderlinge duels» 20:30 uur (UTC+2) | Italië                   | 1 – 2 | Noorwegen                                 | Stadio Via del Mare, Lecce Toeschouwers: 44.970 Scheidsrechter: Werner Föckler (FRG) |
| 25 september Vriendschappelijk № 424 «onderlinge duels» 20:30 uur (UTC+2) | Alessandro Altobelli 26' |       | 39' Arne Larsen Økland 43' Vidar Davidsen | Stadio Via del Mare, Lecce Toeschouwers: 44.970 Scheidsrechter: Werner Föckler (FRG) |

|                                                                      |                         |       |        |                                                                                  |
| 16 november Vriendschappelijk № 425 «onderlinge duels» 17:00 (UTC+1) | Polen                   | 1 – 0 | Italië | Śląskistadion, Chorzów Toeschouwers: 10.000 Scheidsrechter: Bogdan Dotchev (BUL) |
| 16 november Vriendschappelijk № 425 «onderlinge duels» 17:00 (UTC+1) | Dariusz Dziekanowski 6' |       |        | Śląskistadion, Chorzów Toeschouwers: 10.000 Scheidsrechter: Bogdan Dotchev (BUL) |

### 1986
|                                                                         |                 |       |                                                |                                                                                |
| 5 februari Vriendschappelijk № 426 «onderlinge duels» 14:30 uur (UTC+1) | Italië          | 1 – 2 | West-Duitsland                                 | Stadio Partenio, Avellino Toeschouwers: 35.822 Scheidsrechter: Ioan Igna (ROU) |
| 5 februari Vriendschappelijk № 426 «onderlinge duels» 14:30 uur (UTC+1) | Aldo Serena 21' |       | 37' Matthias Herget 75' (pen.) Lothar Matthäus | Stadio Partenio, Avellino Toeschouwers: 35.822 Scheidsrechter: Ioan Igna (ROU) |

|                                                                       |                                                 |       |                 |                                                                                    |
| 26 maart Vriendschappelijk № 427 «onderlinge duels» 20:00 uur (UTC+1) | Italië                                          | 2 – 1 | Oostenrijk      | Stadio Friuli, Udine Toeschouwers: 28.182 Scheidsrechter: Victoriano Arminio (ESP) |
| 26 maart Vriendschappelijk № 427 «onderlinge duels» 20:00 uur (UTC+1) | Alessandro Altobelli 55' Antonio Di Gennaro 76' |       | 3' Toni Polster | Stadio Friuli, Udine Toeschouwers: 28.182 Scheidsrechter: Victoriano Arminio (ESP) |

|                                                                     |                                                 |       |       |                                                                                          |
| 11 mei Vriendschappelijk № 428 «onderlinge duels» 19:00 uur (UTC+2) | Italië                                          | 2 – 0 | China | Stadio San Paolo, Napels Toeschouwers: 51.950 Scheidsrechter: José Rosa dos Santos (POR) |
| 11 mei Vriendschappelijk № 428 «onderlinge duels» 19:00 uur (UTC+2) | Antonio Di Gennaro 23' Alessandro Altobelli 33' |       |       | Stadio San Paolo, Napels Toeschouwers: 51.950 Scheidsrechter: José Rosa dos Santos (POR) |

| Wereldkampioenschap voetbal 1986 |
| -------------------------------- |

|                                                                   |                   |       |                          |                                                                                         |
| 31 mei WK 1986 Groep A № 429 «onderlinge duels» 12:00 uur (UTC−6) | Bulgarije         | 1 – 1 | Italië                   | Aztekenstadion, Mexico-Stad Toeschouwers: 96.000 Scheidsrechter: Erik Fredriksson (SWE) |
| 31 mei WK 1986 Groep A № 429 «onderlinge duels» 12:00 uur (UTC−6) | Nasko Sirakov 85' |       | 43' Alessandro Altobelli | Aztekenstadion, Mexico-Stad Toeschouwers: 96.000 Scheidsrechter: Erik Fredriksson (SWE) |

|                                                                   |                                |       |                    |                                                                                  |
| 5 juni WK 1986 Groep A № 430 «onderlinge duels» 12:00 uur (UTC−6) | Italië                         | 1 – 1 | Argentinië         | Estadio Cuauhtémoc, Puebla Toeschouwers: 32.000 Scheidsrechter: Jan Keizer (NED) |
| 5 juni WK 1986 Groep A № 430 «onderlinge duels» 12:00 uur (UTC−6) | Alessandro Altobelli 6' (pen.) |       | 34' Diego Maradona | Estadio Cuauhtémoc, Puebla Toeschouwers: 32.000 Scheidsrechter: Jan Keizer (NED) |

|                                                                    |                                   |       |                                                                            |                                                                                   |
| 10 juni WK 1986 Groep A № 431 «onderlinge duels» 12:00 uur (UTC−6) | Zuid-Korea                        | 2 – 3 | Italië                                                                     | Estadio Cuauhtémoc, Puebla Toeschouwers: 20.000 Scheidsrechter: David Socha (USA) |
| 10 juni WK 1986 Groep A № 431 «onderlinge duels» 12:00 uur (UTC−6) | Choi Soon-Ho 62' Huh Jung-moo 83' |       | 17' Alessandro Altobelli 73' Alessandro Altobelli 82' (e.d.) Cho Kwang-Rae | Estadio Cuauhtémoc, Puebla Toeschouwers: 20.000 Scheidsrechter: David Socha (USA) |

|                                                                           |        |                                        |           | |
| 17 juni WK 1986 Achtste finale № 454 «onderlinge duels» 12:00 uur (UTC−6) | Italië | 0 – 2                                  | Frankrijk | Estadio Olímpico Universitario, Mexico-Stad Toeschouwers: 70.000 Scheidsrechter: Carlos Espósito (ARG) |
| 17 juni WK 1986 Achtste finale № 454 «onderlinge duels» 12:00 uur (UTC−6) |        | 16' Michel Platini 56' Yannick Stopyra |           | Estadio Olímpico Universitario, Mexico-Stad Toeschouwers: 70.000 Scheidsrechter: Carlos Espósito (ARG) |

|  |  |  |  |  |  |  |  |  |

|                                                                        |                                          |       |             |                                                                                   |
| 8 oktober Vriendschappelijk № 433 «onderlinge duels» 20:30 uur (UTC+1) | Italië                                   | 2 – 0 | Griekenland | Stadio Comunale, Bologna Toeschouwers: 45.000 Scheidsrechter: Renzo Peduzzi (SUI) |
| 8 oktober Vriendschappelijk № 433 «onderlinge duels» 20:30 uur (UTC+1) | Giuseppe Bergomi 8' Giuseppe Bergomi 68' |       |             | Stadio Comunale, Bologna Toeschouwers: 45.000 Scheidsrechter: Renzo Peduzzi (SUI) |

|                                                                             |                                                                              |       |                                        |                                                                                            |
| 15 november EK 1988 kwalificatie № 434 «onderlinge duels» 14:30 uur (UTC+1) | Italië                                                                       | 3 – 2 | Zwitserland                            | Stadio Giuseppe Meazza, Milaan Toeschouwers: 67.422 Scheidsrechter: Aron Schmidhuber (FRG) |
| 15 november EK 1988 kwalificatie № 434 «onderlinge duels» 14:30 uur (UTC+1) | Roberto Donadoni 1' Alessandro Altobelli 51' Alessandro Altobelli 85' (pen.) |       | 37' Jean-Paul Brigger 89' Martin Weber | Stadio Giuseppe Meazza, Milaan Toeschouwers: 67.422 Scheidsrechter: Aron Schmidhuber (FRG) |

|                                                                        |       |                                            |        |                                                                                 |
| 6 december EK 1988 kwalificatie № 435 «onderlinge duels» 14:15 (UTC+1) | Malta | 0 – 2                                      | Italië | Ta' Qalistadion, Ta' Qali Toeschouwers: 13.191 Scheidsrechter: Ihsan Türe (TUR) |
| 6 december EK 1988 kwalificatie № 435 «onderlinge duels» 14:15 (UTC+1) |       | 11' Ricardo Ferri 19' Alessandro Altobelli |        | Ta' Qalistadion, Ta' Qali Toeschouwers: 13.191 Scheidsrechter: Ihsan Türe (TUR) |

### 1987
|                                                                        | |       |       | |
| 24 januari EK 1988 kwalificatie № 436 «onderlinge duels» 14:30 (UTC+1) | Italië | 5 – 0 | Malta | Stadio Atleti Azzurri d'Italia, Bergamo Toeschouwers: 32.370 Scheidsrechter: Stefanos Hadjistefanou (CYP) |
| 24 januari EK 1988 kwalificatie № 436 «onderlinge duels» 14:30 (UTC+1) | Salvatore Bagni 4' Giuseppe Bergomi 9' Alessandro Altobelli 24' Alessandro Altobelli 35' Gianluca Vialli 45' |       |       | Stadio Atleti Azzurri d'Italia, Bergamo Toeschouwers: 32.370 Scheidsrechter: Stefanos Hadjistefanou (CYP) |

|                                                                           |          |                          |        |                                                                                    |
| 14 februari EK 1988 kwalificatie № 437 «onderlinge duels» 15:30 uur (UTC) | Portugal | 0 – 1                    | Italië | Estádio Nacional, Oeiras Toeschouwers: 14.195 Scheidsrechter: Michel Vautrot (FRA) |
| 14 februari EK 1988 kwalificatie № 437 «onderlinge duels» 15:30 uur (UTC) |          | 40' Alessandro Altobelli |        | Estádio Nacional, Oeiras Toeschouwers: 14.195 Scheidsrechter: Michel Vautrot (FRA) |

|                                                                       |                |       |        |                                                                                     |
| 18 april Vriendschappelijk № 438 «onderlinge duels» 18:00 uur (UTC+2) | West-Duitsland | 0 – 0 | Italië | Müngersdorfer Stadion, Keulen Toeschouwers: 55.000 Scheidsrechter: Bep Thomas (NED) |
| 18 april Vriendschappelijk № 438 «onderlinge duels» 18:00 uur (UTC+2) |                |       |        | Müngersdorfer Stadion, Keulen Toeschouwers: 55.000 Scheidsrechter: Bep Thomas (NED) |

|                                                                     |           |       |        |                                                                                |
| 28 mei Vriendschappelijk № 439 «onderlinge duels» 19:00 uur (UTC+2) | Noorwegen | 0 – 0 | Italië | Ullevaalstadion, Oslo Toeschouwers: 10.493 Scheidsrechter: Keith Hackett (ENG) |
| 28 mei Vriendschappelijk № 439 «onderlinge duels» 19:00 uur (UTC+2) |           |       |        | Ullevaalstadion, Oslo Toeschouwers: 10.493 Scheidsrechter: Keith Hackett (ENG) |

|                                                                        |                   |       |        |                                                                               |
| 3 juni EK 1988 kwalificatie № 440 «onderlinge duels» 19:00 uur (UTC+2) | Zweden            | 1 – 0 | Italië | Råsundastadion, Solna Toeschouwers: 40.070 Scheidsrechter: Dieter Pauly (FRG) |
| 3 juni EK 1988 kwalificatie № 440 «onderlinge duels» 19:00 uur (UTC+2) | Peter Larsson 25' |       |        | Råsundastadion, Solna Toeschouwers: 40.070 Scheidsrechter: Dieter Pauly (FRG) |

|                                                                      |                    |       |                                                                   |                                                                          |
| 10 juni Vriendschappelijk № 441 «onderlinge duels» 20:30 uur (UTC+2) | Argentinië         | 1 – 3 | Italië                                                            | Hardturm, Zürich Toeschouwers: 30.000 Scheidsrechter: Joël Quiniou (FRA) |
| 10 juni Vriendschappelijk № 441 «onderlinge duels» 20:30 uur (UTC+2) | Diego Maradona 62' |       | 27' Fernando De Napoli 33' (e.d.) Oscar Garre 88' Gianluca Vialli | Hardturm, Zürich Toeschouwers: 30.000 Scheidsrechter: Joël Quiniou (FRA) |

|                                                                           |                          |       |             |                                                                                 |
| 23 september Vriendschappelijk № 442 «onderlinge duels» 20:30 uur (UTC+2) | Italië                   | 1 – 0 | Joegoslavië | Arena Garibaldi, Pisa Toeschouwers: 21.729 Scheidsrechter: Emilio Soriano (ESP) |
| 23 september Vriendschappelijk № 442 «onderlinge duels» 20:30 uur (UTC+2) | Alessandro Altobelli 23' |       |             | Arena Garibaldi, Pisa Toeschouwers: 21.729 Scheidsrechter: Emilio Soriano (ESP) |

|                                                                            |             |       |        |                                                                                 |
| 17 oktober EK 1988 kwalificatie № 443 «onderlinge duels» 17:00 uur (UTC+1) | Zwitserland | 0 – 0 | Italië | Wankdorf, Bern Toeschouwers: 29.397 Scheidsrechter: Marcel Van Langenhove (BEL) |
| 17 oktober EK 1988 kwalificatie № 443 «onderlinge duels» 17:00 uur (UTC+1) |             |       |        | Wankdorf, Bern Toeschouwers: 29.397 Scheidsrechter: Marcel Van Langenhove (BEL) |

|                                                                             |                                         |       |                   |                                                                                  |
| 14 november EK 1988 kwalificatie № 444 «onderlinge duels» 14:30 uur (UTC+1) | Italië                                  | 2 – 1 | Zweden            | Stadio San Paolo, Napels Toeschouwers: 59.046 Scheidsrechter: Adolf Prokop (DDR) |
| 14 november EK 1988 kwalificatie № 444 «onderlinge duels» 14:30 uur (UTC+1) | Gianluca Vialli 27' Gianluca Vialli 45' |       | 38' Peter Larsson | Stadio San Paolo, Napels Toeschouwers: 59.046 Scheidsrechter: Adolf Prokop (DDR) |

|                                                                            |                                                                |       |          |                                                                        |
| 5 december EK 1988 kwalificatie № 445 «onderlinge duels» 14:30 uur (UTC+1) | Italië                                                         | 3 – 0 | Portugal | San Siro, Milaan Toeschouwers: 13.524 Scheidsrechter: Jan Keizer (NED) |
| 5 december EK 1988 kwalificatie № 445 «onderlinge duels» 14:30 uur (UTC+1) | Gianluca Vialli 8' Giuseppe Giannini 87' Luigi De Agostini 89' |       |          | San Siro, Milaan Toeschouwers: 13.524 Scheidsrechter: Jan Keizer (NED) |

### 1988
|                                                                          |                                                                                      |       |                          |                                                                                      |
| 20 februari Vriendschappelijk № 446 «onderlinge duels» 15:00 uur (UTC+1) | Italië                                                                               | 4 – 1 | Sovjet-Unie              | Stadio della Vittoria, Bari Toeschouwers: 27.636 Scheidsrechter: Yusuf Namoğlu (TUR) |
| 20 februari Vriendschappelijk № 446 «onderlinge duels» 15:00 uur (UTC+1) | Franco Baresi 7' (pen.) Gianluca Vialli 30' Gianluca Vialli 35' Giuseppe Bergomi 86' |       | 19' Hennadii Lytovchenko | Stadio della Vittoria, Bari Toeschouwers: 27.636 Scheidsrechter: Yusuf Namoğlu (TUR) |

|                                                                       |                        |       |                     |                                                                             |
| 31 maart Vriendschappelijk № 447 «onderlinge duels» 19:00 uur (UTC+2) | Joegoslavië            | 1 – 1 | Italië              | Poljudstadion, Split Toeschouwers: 12.000 Scheidsrechter: Helmut Kohl (AUT) |
| 31 maart Vriendschappelijk № 447 «onderlinge duels» 19:00 uur (UTC+2) | Dragan Jakovljević 45' |       | 10' Gianluca Vialli | Poljudstadion, Split Toeschouwers: 12.000 Scheidsrechter: Helmut Kohl (AUT) |

|                                                                   |           |                                                              |        |                                                                                        |
| 27 april Vriendschappelijk № 448 «onderlinge duels» 20:15 (UTC+2) | Luxemburg | 0 – 3                                                        | Italië | Stade Municipal, Luxemburg Toeschouwers: 5.480 Scheidsrechter: Jaap van der Niet (NED) |
| 27 april Vriendschappelijk № 448 «onderlinge duels» 20:15 (UTC+2) |           | 24' Ricardo Ferri 28' Giuseppe Bergomi 33' Luigi De Agostini |        | Stade Municipal, Luxemburg Toeschouwers: 5.480 Scheidsrechter: Jaap van der Niet (NED) |

|                                                                     |        |              |       |                                                                                                  |
| 4 juni Vriendschappelijk № 449 «onderlinge duels» 20:15 uur (UTC+2) | Italië | 0 – 1        | Wales | Stadio Mario Rigamonti, Brescia Toeschouwers: 13.931 Scheidsrechter: Karl-Heinz Tritschler (FRG) |
| 4 juni Vriendschappelijk № 449 «onderlinge duels» 20:15 uur (UTC+2) |        | 38' Ian Rush |       | Stadio Mario Rigamonti, Brescia Toeschouwers: 13.931 Scheidsrechter: Karl-Heinz Tritschler (FRG) |

| Europees kampioenschap voetbal 1988 |
| ----------------------------------- |

|                                                                    |                    |       |                     |                                                                                   |
| 10 juni EK 1988 Groep A № 450 «onderlinge duels» 20:15 uur (UTC+2) | West-Duitsland     | 1 – 1 | Italië              | Rheinstadion, Düsseldorf Toeschouwers: 62.552 Scheidsrechter: Keith Hackett (ENG) |
| 10 juni EK 1988 Groep A № 450 «onderlinge duels» 20:15 uur (UTC+2) | Andreas Brehme 56' |       | 52' Roberto Mancini | Rheinstadion, Düsseldorf Toeschouwers: 62.552 Scheidsrechter: Keith Hackett (ENG) |

|                                                                    |                     |       |        |                                                                                            |
| 14 juni EK 1988 Groep A № 451 «onderlinge duels» 20:15 uur (UTC+2) | Italië              | 1 – 0 | Spanje | Waldstadion, Frankfurt am Main Toeschouwers: 47.506 Scheidsrechter: Erik Fredriksson (SWE) |
| 14 juni EK 1988 Groep A № 451 «onderlinge duels» 20:15 uur (UTC+2) | Gianluca Vialli 73' |       |        | Waldstadion, Frankfurt am Main Toeschouwers: 47.506 Scheidsrechter: Erik Fredriksson (SWE) |

|                                                                    |            |                                                |        |                                                                                      |
| 17 juni EK 1988 Groep A № 452 «onderlinge duels» 20:15 uur (UTC+2) | Denemarken | 0 – 2                                          | Italië | Müngersdorferstadion, Keulen Toeschouwers: 60.584 Scheidsrechter: Bruno Galler (SUI) |
| 17 juni EK 1988 Groep A № 452 «onderlinge duels» 20:15 uur (UTC+2) |            | 67' Alessandro Altobelli 87' Luigi De Agostini |        | Müngersdorferstadion, Keulen Toeschouwers: 60.584 Scheidsrechter: Bruno Galler (SUI) |

|                                                                         |        |                                            |             |                                                                                   |
| 22 juni EK 1988 Halve finale № 453 «onderlinge duels» 20:15 uur (UTC+2) | Italië | 0 – 2                                      | Sovjet-Unie | Neckarstadion, Stuttgart Toeschouwers: 61.606 Scheidsrechter: Alexis Ponnet (BEL) |
| 22 juni EK 1988 Halve finale № 453 «onderlinge duels» 20:15 uur (UTC+2) |        | 61' Hennadii Lytovchenko 63' Oleh Protasov |             | Neckarstadion, Stuttgart Toeschouwers: 61.606 Scheidsrechter: Alexis Ponnet (BEL) |

|  |  |  |  |  |  |  |  |  |

|                                                                         |                                                 |       |                             |                                                                                       |
| 19 oktober Vriendschappelijk № 454 «onderlinge duels» 20:30 uur (UTC+1) | Italië                                          | 2 – 1 | Noorwegen                   | Stadio Adriatico, Pescara Toeschouwers: 10.834 Scheidsrechter: Makis Germanakos (GRE) |
| 19 oktober Vriendschappelijk № 454 «onderlinge duels» 20:30 uur (UTC+1) | Giuseppe Giannini 18' (pen.) Riccardo Ferri 29' |       | 40' (pen.) Sverre Brandhaug | Stadio Adriatico, Pescara Toeschouwers: 10.834 Scheidsrechter: Makis Germanakos (GRE) |

|                                                                          |                     |       |           |                                                                                   |
| 16 november Vriendschappelijk № 455 «onderlinge duels» 14:30 uur (UTC+1) | Italië              | 1 – 0 | Nederland | Olympisch Stadion, Rome Toeschouwers: 27.878 Scheidsrechter: Emilio Soriano (ESP) |
| 16 november Vriendschappelijk № 455 «onderlinge duels» 14:30 uur (UTC+1) | Gianluca Vialli 44' |       |           | Olympisch Stadion, Rome Toeschouwers: 27.878 Scheidsrechter: Emilio Soriano (ESP) |

|                                                                          |                                               |       |           |                                                                                     |
| 22 december Vriendschappelijk № 456 «onderlinge duels» 14:30 uur (UTC+1) | Italië                                        | 2 – 0 | Schotland | Stadio Renato Curi, Perugia Toeschouwers: 20.660 Scheidsrechter: Alain Delmer (FRA) |
| 22 december Vriendschappelijk № 456 «onderlinge duels» 14:30 uur (UTC+1) | Giuseppe Giannini 48' (pen.) Nicola Berti 70' |       |           | Stadio Renato Curi, Perugia Toeschouwers: 20.660 Scheidsrechter: Alain Delmer (FRA) |

### 1989
|                                                                          |                      |       |            |                                                                                  |
| 22 februari Vriendschappelijk № 457 «onderlinge duels» 19:00 uur (UTC+1) | Italië               | 1 – 0 | Denemarken | Arena Garibaldi, Pisa Toeschouwers: 20.366 Scheidsrechter: Horst Brummeier (AUT) |
| 22 februari Vriendschappelijk № 457 «onderlinge duels» 19:00 uur (UTC+1) | Giuseppe Bergomi 61' |       |            | Arena Garibaldi, Pisa Toeschouwers: 20.366 Scheidsrechter: Horst Brummeier (AUT) |

|                                                                       |            |                  |        |                                                                                |
| 25 maart Vriendschappelijk № 458 «onderlinge duels» 16:30 uur (UTC+1) | Oostenrijk | 0 – 1            | Italië | Praterstadion, Wenen Toeschouwers: 23.000 Scheidsrechter: Manfred Neuner (FRG) |
| 25 maart Vriendschappelijk № 458 «onderlinge duels» 16:30 uur (UTC+1) |            | 88' Nicola Berti |        | Praterstadion, Wenen Toeschouwers: 23.000 Scheidsrechter: Manfred Neuner (FRG) |

|                                                                       |                |       |        |                                                                                                |
| 29 maart Vriendschappelijk № 459 «onderlinge duels» 17:00 uur (UTC+3) | Roemenië       | 1 – 0 | Italië | Stadionul Municipal Sibiu, Sibiu Toeschouwers: 20.000 Scheidsrechter: Siegfried Kirschen (DDR) |
| 29 maart Vriendschappelijk № 459 «onderlinge duels» 17:00 uur (UTC+3) | Ioan Sabău 48' |       |        | Stadionul Municipal Sibiu, Sibiu Toeschouwers: 20.000 Scheidsrechter: Siegfried Kirschen (DDR) |

|                                                                       |                    |       |                     |                                                                                                 |
| 22 april Vriendschappelijk № 460 «onderlinge duels» 20:30 uur (UTC+2) | Italië             | 1 – 1 | Uruguay             | Stadio Marcantonio Bentegodi, Verona Toeschouwers: 13.891 Scheidsrechter: George Courtney (ENG) |
| 22 april Vriendschappelijk № 460 «onderlinge duels» 20:30 uur (UTC+2) | Roberto Baggio 65' |       | 83' Carlos Aguilera | Stadio Marcantonio Bentegodi, Verona Toeschouwers: 13.891 Scheidsrechter: George Courtney (ENG) |

|                                                                       |                                                                             |       |           |                                                                                               |
| 26 april Vriendschappelijk № 461 «onderlinge duels» 15:30 uur (UTC+2) | Italië                                                                      | 4 – 0 | Hongarije | Stadio Erasmo Iacovone, Tarente Toeschouwers: 23.700 Scheidsrechter: Kurt Röthlisberger (SUI) |
| 26 april Vriendschappelijk № 461 «onderlinge duels» 15:30 uur (UTC+2) | Gianluca Vialli 8' Riccardo Ferri 53' Nicola Berti 67' Andrea Carnevale 77' |       |           | Stadio Erasmo Iacovone, Tarente Toeschouwers: 23.700 Scheidsrechter: Kurt Röthlisberger (SUI) |

|                                                                           |                                                                                            |       |           |                                                                                           |
| 20 september Vriendschappelijk № 462 «onderlinge duels» 20:15 uur (UTC+2) | Italië                                                                                     | 4 – 0 | Bulgarije | Stadio Dino Manuzzi, Cesena Toeschouwers: 22.328 Scheidsrechter: Alphonse Costantin (BEL) |
| 20 september Vriendschappelijk № 462 «onderlinge duels» 20:15 uur (UTC+2) | Roberto Baggio 18' (pen.) Roberto Baggio 34' Andrea Carnevale 46' Nikolay Iliev 53' (e.d.) |       |           | Stadio Dino Manuzzi, Cesena Toeschouwers: 22.328 Scheidsrechter: Alphonse Costantin (BEL) |

|                                                                         |        |                |          |                                                                                 |
| 14 oktober Vriendschappelijk № 463 «onderlinge duels» 15:00 uur (UTC+1) | Italië | 0 – 1          | Brazilië | Stadio Comunale, Bologna Toeschouwers: 33.800 Scheidsrechter: Helmut Kohl (AUT) |
| 14 oktober Vriendschappelijk № 463 «onderlinge duels» 15:00 uur (UTC+1) |        | 77' André Cruz |          | Stadio Comunale, Bologna Toeschouwers: 33.800 Scheidsrechter: Helmut Kohl (AUT) |

|                                                                          |                 |       |          |                                                                                       |
| 11 november Vriendschappelijk № 464 «onderlinge duels» 14:30 uur (UTC+1) | Italië          | 1 – 0 | Algerije | Stadio Romeo Menti, Vicenza Toeschouwers: 24.990 Scheidsrechter: Zoran Petrović (YUG) |
| 11 november Vriendschappelijk № 464 «onderlinge duels» 14:30 uur (UTC+1) | Aldo Serena 74' |       |          | Stadio Romeo Menti, Vicenza Toeschouwers: 24.990 Scheidsrechter: Zoran Petrović (YUG) |

|                                                                        |          |       |        |                                                                                      |
| 15 november Vriendschappelijk № 465 «onderlinge duels» 20:00 uur (UTC) | Engeland | 0 – 0 | Italië | Wembley Stadium, Londen Toeschouwers: 67.500 Scheidsrechter: Hubert Forstinger (AUT) |
| 15 november Vriendschappelijk № 465 «onderlinge duels» 20:00 uur (UTC) |          |       |        | Wembley Stadium, Londen Toeschouwers: 67.500 Scheidsrechter: Hubert Forstinger (AUT) |

|                                                                          |        |       |            |                                                                                      |
| 21 december Vriendschappelijk № 466 «onderlinge duels» 14:30 uur (UTC+1) | Italië | 0 – 0 | Argentinië | Stadio Sant'Elia, Cagliari Toeschouwers: 29.635 Scheidsrechter: Aleksey Spirin (URS) |
| 21 december Vriendschappelijk № 466 «onderlinge duels» 14:30 uur (UTC+1) |        |       |            | Stadio Sant'Elia, Cagliari Toeschouwers: 29.635 Scheidsrechter: Aleksey Spirin (URS) |

CONMEBOL: Bolivia · Chili  · Colombia · Ecuador · Uruguay

UEFA: Albanië · België · Bulgarije · Cyprus · Denemarken · West-Duitsland · Duitse Democratische Republiek · Engeland · Faeröer · Finland · Frankrijk · Griekenland · Hongarije · IJsland · Ierland · Israël · Italië · Joegoslavië ·  Liechtenstein · Luxemburg · Malta · Nederland · Noord-Ierland · Noorwegen · Oostenrijk · Polen · Portugal · Roemenië · San Marino · Schotland ·  Sovjet-Unie ·  Spanje · Tsjecho-Slowakije · Turkije · Wales ·  Zweden · Zwitserland

CAF: Madagaskar

FIGC · A-internationals · Selecties · Bondscoaches · Italiaans vrouwenelftal · Olympisch elftal · Italië U21 · Italië U20 · Italië U19 · Italië U18 · Italië U17 · Italië U16 · Vrouwen U17
1910 – 1919 ·
1920 – 1929 ·
1930 – 1939 ·
1940 – 1949 ·
1950 – 1959 ·
1960 – 1969 ·
1970 – 1979 ·
1980 – 1989 ·
1990 – 1999 ·
2000 – 2009 ·
2010 – 2019 ·
2020 − 2029
EK's: 1968 · 
1980 · 
1988 · 
1996 · 
2000 · 
2004 · 
2008 · 
2012 · 
2016 ·
2020 ·
2024
WK's: 1934 · 
1938 · 
1950 · 
1954 · 
1962 · 
1966 · 
1970 · 
1974 · 
1978 · 
1982 · 
1986 · 
1990 · 
1994 · 
1998 · 
2002 · 
2006 · 
2010 · 
2014
OS: 1912 · 
1920 · 
1924 · 
1928 · 
1936 · 
1948 · 
1952 · 
1960 · 
1984 · 
1988 · 
1992 · 
1996 · 
2000 · 
2004 · 
2008
1911 · 
1912 · 
1913 · 
1914 · 
1915 · 
1916 · 1917 · 1918 · 1919 · 
1920 · 
1921 · 
1922 · 
1923 · 
1924 · 
1925 · 
1926 · 
1927 · 
1928 · 
1929 · 
1930 · 
1931 · 
1932 · 
1933 · 
1934 · 
1935 · 
1936 · 
1937 · 
1938 · 
1939 · 
1940 · 
1941 · 
1942 · 
1943 · 1944 · 
1945 · 
1946 · 
1947 · 
1948 · 
1949 · 
1950 · 
1952 · 
1952 · 
1953 · 
1954 · 
1955 · 
1956 · 
1957 · 
1958 · 
1959 · 
1960 · 
1961 · 
1962 · 
1963 · 
1964 · 
1965 · 
1966 · 
1967 · 
1968 · 
1969 · 
1970 · 
1971 · 
1972 · 
1973 · 
1974 · 
1975 · 
1976 · 
1977 · 
1978 · 
1979 · 
1980 · 
1981 · 
1982 · 
1983 · 
1984 · 
1985 · 
1986 · 
1987 · 
1988 · 
1989 · 
1990 ·
1991 · 
1992 · 
1993 · 
1994 · 
1995 · 
1996 · 
1997 · 
1998 · 
1999 · 
2000 · 
2001 · 
2002 · 
2003 · 
2004 · 
2005 · 
2006 · 
2007 · 
2008 · 
2009 · 
2010 · 
2011 · 
2012 · 
2013 · 
2014 · 
2015 · 
2016 · 
2017 ·
2018 ·
2019 ·
2020 ·
2021 ·
2022 ·
2023 ·
2024
Albanië ·
Algerije ·
Argentinië ·
Armenië ·
Australië ·
Azerbeidzjan ·
België ·
Bosnië en Herzegovina ·
Brazilië ·
Bulgarije ·
Canada ·
Chili ·
China ·
Costa Rica ·
Cyprus ·
DDR ·
Denemarken ·
Duitsland ·
Ecuador ·
Egypte ·
Engeland ·
Estland ·
Faeröer ·
Finland ·
Frankrijk ·
Georgië ·
Ghana ·
Griekenland ·
Haïti ·
Hongarije ·
Ierland ·
IJsland ·
Israël ·
Ivoorkust ·
Japan ·
Joegoslavië ·
Kameroen ·
Kroatië ·
Liechtenstein · 
Litouwen ·
Luxemburg ·
Malta ·
Marokko ·
Mexico ·
Moldavië ·
Montenegro ·
Nederland ·
Nieuw-Zeeland ·
Nigeria ·
Noord-Ierland ·
Noord-Korea ·
Noord-Macedonië ·
Noorwegen ·
Oekraïne ·
Oostenrijk ·
Paraguay ·
Peru ·
Polen ·
Portugal ·
Roemenië ·
Rusland ·
San Marino ·
Saoedi-Arabië ·
Schotland ·
Servië ·
Servië en Montenegro ·
Slovenië ·
Slowakije ·
Sovjet-Unie ·
Spanje ·
Tsjechië ·
Tsjecho-Slowakije ·
Tunesië ·
Turkije ·
Uruguay ·
Venezuela ·
Verenigde Staten ·
Wales ·
Wit-Rusland ·
Zuid-Afrika ·
Zuid-Korea ·
Zweden ·
Zwitserland
Argentinië (1982) · 
Australië (2006) · 
België (2016) · 
België (2021) · 
Brazilië (1970) · 
Brazilië (1982) · 
Brazilië (1994) · 
Costa Rica (2014) · 
Duitsland (2006) · 
Duitsland (2012) · 
Engeland (2012) ·
Engeland (2014) ·
Engeland (2021) ·
Frankrijk (2000) · 
Frankrijk (2006) · 
Frankrijk (2008) · 
Ghana (2006) · 
Hongarije (1938) · 
Ierland (2012) · 
Joegoslavië (1968) · 
Kameroen (1982) · 
Kroatië (2012) · 
Nederland (2008) · 
Nieuw-Zeeland (2010) · 
Oekraïne (2006) · 
Oostenrijk (2021) · 
Paraguay (2010) · 
Peru (1982) · 
Polen (1982, 1) · 
Polen (1982, 2) · 
Roemenië (2008) · 
Spanje (2008) ·
Spanje (2012, 1) ·
Spanje (2012, 2) ·
Spanje (2016) ·
Spanje (2021) ·
Tsjechië (2006) · 
Turkije (2021) · 
Uruguay (2014) · 
Verenigde Staten (2006) · 
Wales (2021) · 
West-Duitsland (1982) · 
Zweden (2016) · 
Zwitserland (2021)